# Neoramia minuta
Neoramia minuta là một loài nhện trong họ Agelenidae.
Loài này thuộc chi Neoramia. Neoramia minuta được miêu tả năm 1973 bởi Raymond Robert Forster & Wilton.